# Biserica de lemn din Alun

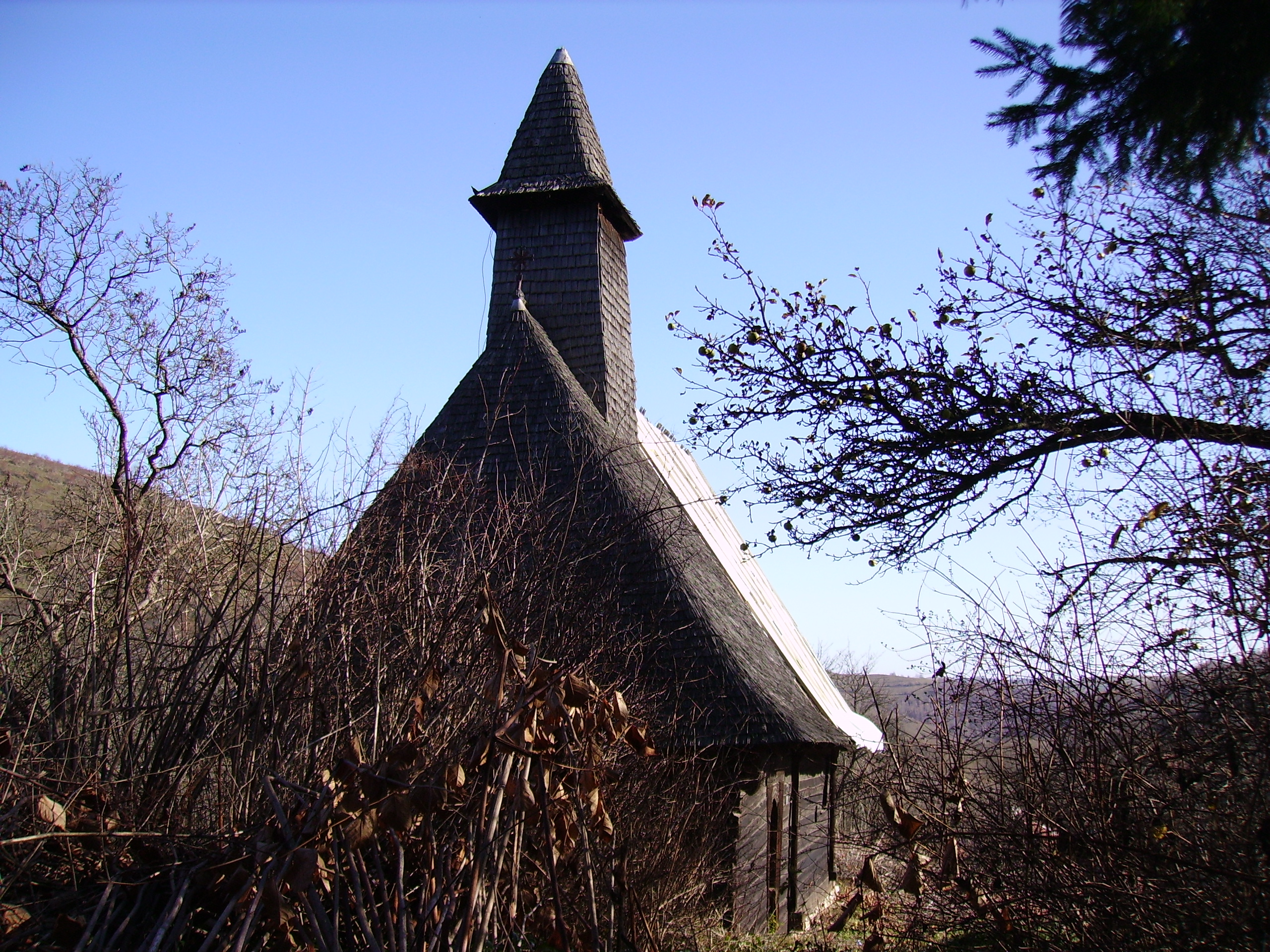
Biserica de lemn „Adormirea Maicii Domnului” din Alun, județul Hunedoara, foto: octombrie, 2009.

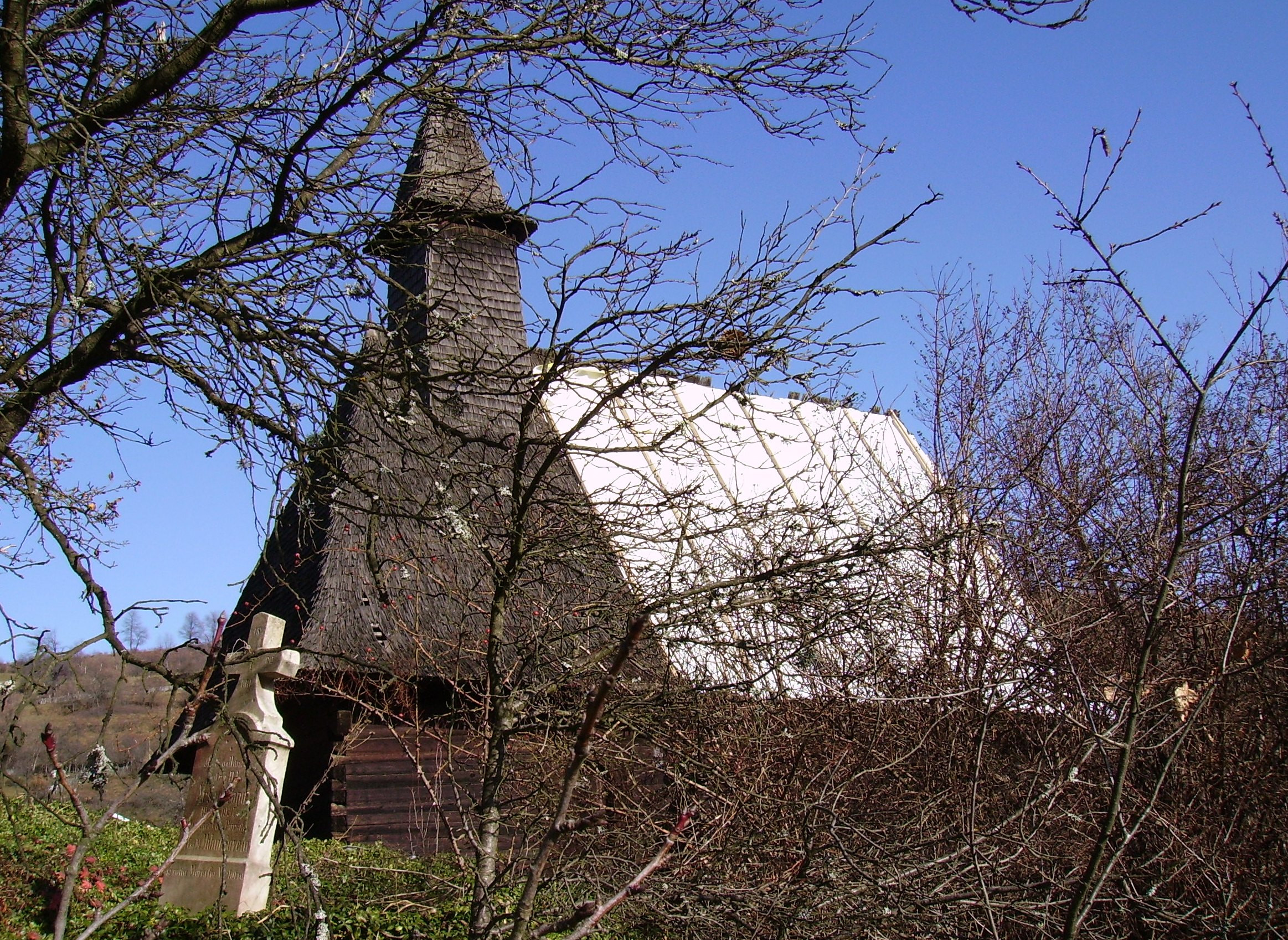
Biserica din depărtare

Biserica de lemn din satul Alun, comuna Bunila, județul Hunedoara, a fost construită în secolul XVII. Are hramul „Adormirea Maicii Domnului”. Biserica figurează pe lista nouă a monumentelor istorice, cod LMI HD-II-m-B-03239.

## Istoric și trăsături
Biserica satului Alun este închinată praznicului ”Adormirii Maici Domnului”. După sistemul constructiv și dimensiunile reduse se apreciază că nucleul originar al bisericii actuale, anume absida patrulateră decroșată, îmbinată în ax, și naosul dreptunghiular, ar data din secolul
al XVII-lea. De la o predecesoare medievală se crede că ar fi fost preluate atât forma arhaică, unele bârne, cât și Liturghierul  slavon (Dealu, 1508) al călugărului tipograf Macarie, cea dintâi tipăritură făcută pe pământ românesc. Diferit, tradiția locală vorbește de o strămutare a edificiului dintr-un sat învecinat, rectitorire fixată în aceeași perioadă. Lăsând la o parte aceste “inadvertențe”, existenta  multiseculară a bisericii este confirmată,de menționarea lăcașului în tabelele conscripțiilor din 1733, 1750, 1761-1762, 1805 și 1828-1831, și pe harta iosefină a Transilvaniei (1769-1773).
Pronaosul și turnul-clopotniță scund sunt apariții tardive, acest șantier constructiv fiind marcat, probabil, prin achiziționarea clopotului mic, turnat în anul 1713. Alungirii navei i se datorează încorporarea înlăuntrul edificiului a unei frumoase troițe, aflată odinioară la exterior. Din vechea deschidere de pe latura nordică nu a rămas decât cadrul ușii (decorat cu rozete) cu un profil sculptural tip “frânghie”; același decor îl prezintă și alte două deschideri, anume actuala ușă dinspre sud și cea dispărută, de pe latura nordică. Starea precară a picturii nu permite prea multe  precizări de natură stilistică. Din punct de vedere cronologic,acesta a fost realizată în sec.al XVIII-lea, considerându-se că 
este opera a doi meșteri zugravi diferiți. Cunoscut este doar autorul tâmplei (numele său se păstrează pe o icoană a “Maicii Domnului Hodighitria”), “Ion Zugrav din Ardeu, să le fie pomană sufletelor lor, 1731”; pe spatele ușilor împărătești s-a adăugat:”Să se știe că o făcut popa Gheorghe din Alun și popa Nicula, pomenește Doamne, văleat 17(?)”. După ce pictura murală și-a pierdut prospețimea, întregul lăcaș a fost decorat cu xilogravuri.
Deși consolidat în anii 1782 și 1967-1968, edificiul se găsește în prezent într-o avansată stare de degradare; în 2008, în speranța restaurării sau a înlocuirii vechii șițe, altarul și naosul au fost acoperite, provizoriu, cu o folie din plastic. 

## Imagini din exterior

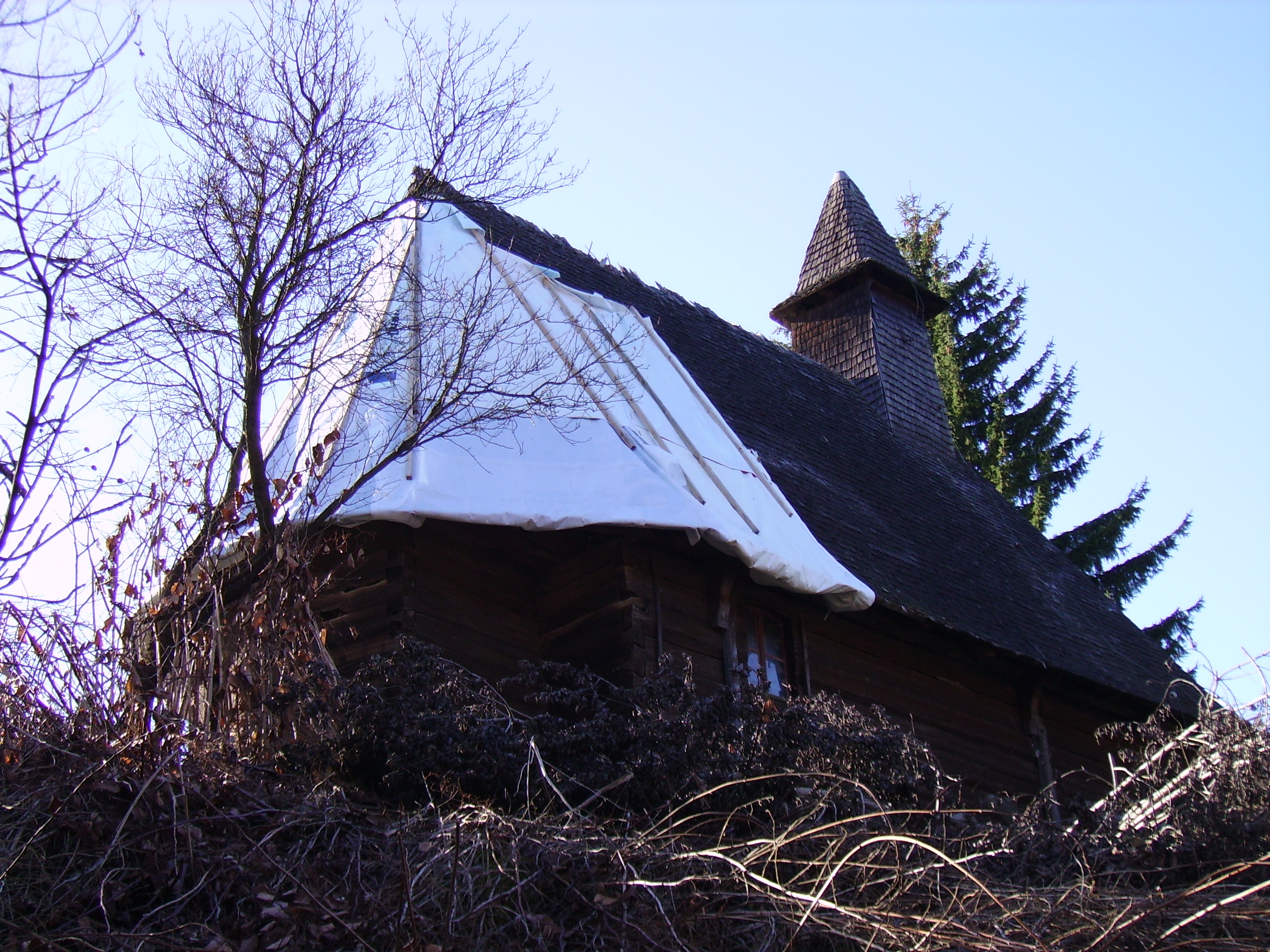